# Hunfrith (Elmham)
Hunfrith (auch Hunferthus oder Hunferth;† zwischen 816 und 824) war Bischof von Elmham. Er wurde zwischen 816 und 824 zum Bischof geweiht und trat sein Amt im selben Zeitraum an. Er starb zwischen 816 und 824.